# Liste von Käsesorten aus Deutschland
Diese Liste enthält Käsesorten aus Deutschland. Deutschland ist mit  2.100.000 Tonnen jährlich (2010) der größte Käsehersteller in der Europäischen Union.

## Liste
| Herkunftsbezeichnung                                 | Region                                                    | Milch von:  | g.U. / g.g.A. | Typ                               | Abbildung |
| ---------------------------------------------------- | --------------------------------------------------------- | ----------- | ------------- | --------------------------------- | --------- |
| Allgäuer Bergkäse                                    | Allgäu                                                    | Kuh         | g.U.          | Schnittkäse                       |           |
| Allgäuer Emmentaler                                  | Allgäu                                                    | Kuh         | g.U.          | halbfester Hartkäse (Schnittkäse) |           |
| Allgäuer Sennalpkäse                                 | Allgäu                                                    | Kuh         | g.U.          | Hartkäse                          |           |
| Altenburger Ziegenkäse                               | Altenburger Land                                          | Kuh / Ziege | g.U.          | Weichkäse                         |           |
| Bavaria blu                                          | Oberbayern                                                | Kuh         |               | Blauschimmelkäse                  |           |
| Harzer Käse                                          | Sachsen, Sachsen-Anhalt, Niedersachsen, Hessen, Thüringen | Kuh         |               | Sauermilchkäse                    |           |
| Hessischer Handkäse                                  | Hessen, Rheinhessen, Pfalz                                | Kuh         | g.g.A.        | Sauermilchkäse                    |           |
| Holsteiner Tilsiter                                  | ganz Schleswig-Holstein                                   | Kuh         | g.g.A.        | halbfester Hartkäse (Schnittkäse) |           |
| Hüttenkäse                                           |                                                           | Kuh         |               | Frischkäse                        |           |
| Korbkäse                                             |                                                           | Kuh         |               | Sauermilchkäse                    |           |
| Klützer Gold                                         | Klützer Winkel                                            | Kuh         |               | Rotschmierkäse                    |           |
| Limburger                                            | Allgäu                                                    | Kuh         |               | Rotschmierkäse                    |           |
| Mainzer Käse                                         |                                                           | Kuh         |               | Sauermilchkäse                    |           |
| Nieheimer Käse                                       | Ostwestfalen                                              | Kuh         | g.g.A.        | Sauermilchkäse                    |           |
| Odenwälder Frühstückskäse                            | Odenwald                                                  | Kuh         | g.U.          | Rotschmierkäse                    |           |
| Kochkäse                                             |                                                           | Kuh         |               | Schmelzkäse                       |           |
| Romadur                                              | Allgäu                                                    | Kuh         |               | Schmelzkäse                       |           |
| Sonneborner Weichkäse                                | Altenburg und Schmölln                                    | Kuh         | g.U.          | Weichkäse                         |           |
| Steinbuscher                                         | Allgäu                                                    | Kuh         |               | Halbfester Hartkäse (Schnittkäse) |           |
| Tiefländer                                           | Mecklenburg-Vorpommern                                    | Kuh         | g.U.          | Hartkäse                          |           |
| Tilsiter/Tollenser                                   | Norddeutschland (früher Ostpreußen)                       | Kuh         |               | halbfester Hartkäse (Schnittkäse) |           |
| Weißlacker                                           | Allgäu                                                    | Kuh         | g.U.          | Halbfester Schnittkäse            |           |
| Wilstermarschkäse                                    | Wilstermarsch, (Schleswig-Holstein)                       | Kuh         |               | Halbfester Hartkäse (Schnittkäse) |           |
| Würchwitzer Milbenkäse (auch Altenburger Milbenkäse) | Würchwitz                                                 | Kuh / Ziege |               | Sauermilchkäse                    |           |